# Maria Maunder
Maria Maunder (San Juan de Terranova, 19 de marzo de 1972) es una deportista canadiense que compitió en remo. Participó en los Juegos Olímpicos de Atlanta 1996, obteniendo una medalla de plata en la prueba de ocho con timonel.

## Palmarés internacional
| Juegos Olímpicos | Juegos Olímpicos         | Juegos Olímpicos | Juegos Olímpicos |
| Año              | Lugar                    | Medalla          | Prueba           |
| ---------------- | ------------------------ | ---------------- | ---------------- |
| 1996             | Atlanta (Estados Unidos) | Medalla de plata | Ocho con timonel |